# АНТ-10
АНТ-10 (Р-7) — розвідник-бомбардувальник, розроблений в КБ Туполєва наприкінці 1920-х років.

## Історія створення
Проектування почалося липні 1928 года. Базовою моделлю для розробки літака став АНТ-3, на який планувалося встановити потужніші двигуни BMW VI. У конструкцію закладався ряд змін, які мали забезпечити поліпшення характеристик: вища посадка пілота, що покращувала огляд, внутрішня підвіска бомб, паливні баки в крилі. Легкорозбірна конструкція дозволяла навіть у польових умовах швидко замінити пошкоджену частину. Вивчалася можливість переобладнання літака на поштовий та поплавковий варіант, а також для наддалеких перельотів.
Технологічно літак був спроектований дуже простим. Агрегати планера були розбірними, а елементи конструкції утворювалися прямими лініями, що забезпечувало швидкий ремонт шляхом заміни пошкодженої частини літака.
1929 року почалося будівництво літака, а наступного року воно було завершено. Випробування досвідченого зразка Р-7 з мотором BMW VI було розпочато у січні 1930 року. Заводські та державні випробування проводили льотчики М. М. Громов, А. Б. Юмашев, В. О. Писаренко. Польоти показали, що Р-7 складний в управлінні і тому державних випробувань він не пройшов. Закінчені до осені 1930 року доопрацювання дозволили поліпшити керування літаком, але час було втрачено: серійні заводи вже розпочали випуск літаків Р-5.